# Nassereddine Shah
Pour les articles homonymes, voir Nasreddine.
Nassereddine Chah (en persan : ناصرالدین شاه / Nâṣer-al-Din Šâh), né le 16 juillet 1831 à Tabriz et assassiné le 1er mai 1896 à Téhéran, fut shah de Perse du 13 septembre 1848 jusqu'à sa mort.

## Biographie
Nassereddine est le fils de Mohammad, chah de Perse, et de Malek-Djahan Khanom.
Il se trouve à Tabriz lorsqu'il apprend la mort de son père en 1848, et il monte sur le trône du Paon avec l'aide d'Amir Kabir. Il essaye de ramener une partie de la Perse orientale (particulièrement Hérat), qui était passée sous influence britannique, sous l'influence de l'Iran, mais il essuie une attaque des Britanniques à Bouchehr et doit se retirer. Herat fait aujourd'hui partie de l'Afghanistan. Nassereddine Shah est forcé de signer la déclaration de Paris, donnant à l'Afghanistan la suprématie sur les anciens territoires perses.
Bien que Nassereddine a eu des tendances réformistes assez tôt, il a un style de gouvernement plutôt dictatorial. Il persécute les babis et les baha’is, et cela s’accroît encore après qu'un babi essaie de l'assassiner en 1852. Il est le premier monarque perse à visiter l'Europe en 1871, puis en 1873 (il assiste alors à une revue de la flotte de la Royal Navy ainsi qu'à une manœuvre militaire de grande envergure dans l'Empire russe, ce qui l’amène à fonder la brigade cosaque persane) et finalement en 1889. Au cours de ses voyages, il est impressionné par la technologie qu'il a vue en Europe.
Alors qu’il visite l’Europe pour la deuxième fois, le Shah est de passage par Clermont-Ferrand à la fin du mois de juillet 1873. Suivant les conseils de son grand-vizir, il s’accorde une courte excursion dans la toute proche station thermale de Royat-les-Bains où « il trouva le jardin un peu petit, les glaces de Papon excellentes, les fauteuils en bois un peu durs, et compara les baigneurs aux houris du paradis de son prophète ».
Il est reçu à Vienne, durant l'exposition universelle organisée pat l'empereur d'Autriche François Joseph et son épouse Elizabeth.
Pendant sa visite au Royaume-Uni, Nassereddine Shah est fait chevalier de l'ordre de la Jarretière, l'un des plus nobles ordres britanniques, par la Reine Victoria. Il est le premier monarque perse à être fait chevalier de cet ordre.
En 1890, il rencontre le Britannique Gerald Talbot et signe un contrat lui accordant la propriété de l'industrie du tabac iranienne, mais est ensuite forcé d'annuler le contrat après que Mirza Reza Chirazi a promulgué une fatwa qui rend la culture, le commerce et la consommation de tabac haram (voir « révolte du tabac »). Cela a même des répercussions sur la vie personnelle du Shah puisque ses femmes ne l'autorisent pas à utiliser le tabac.

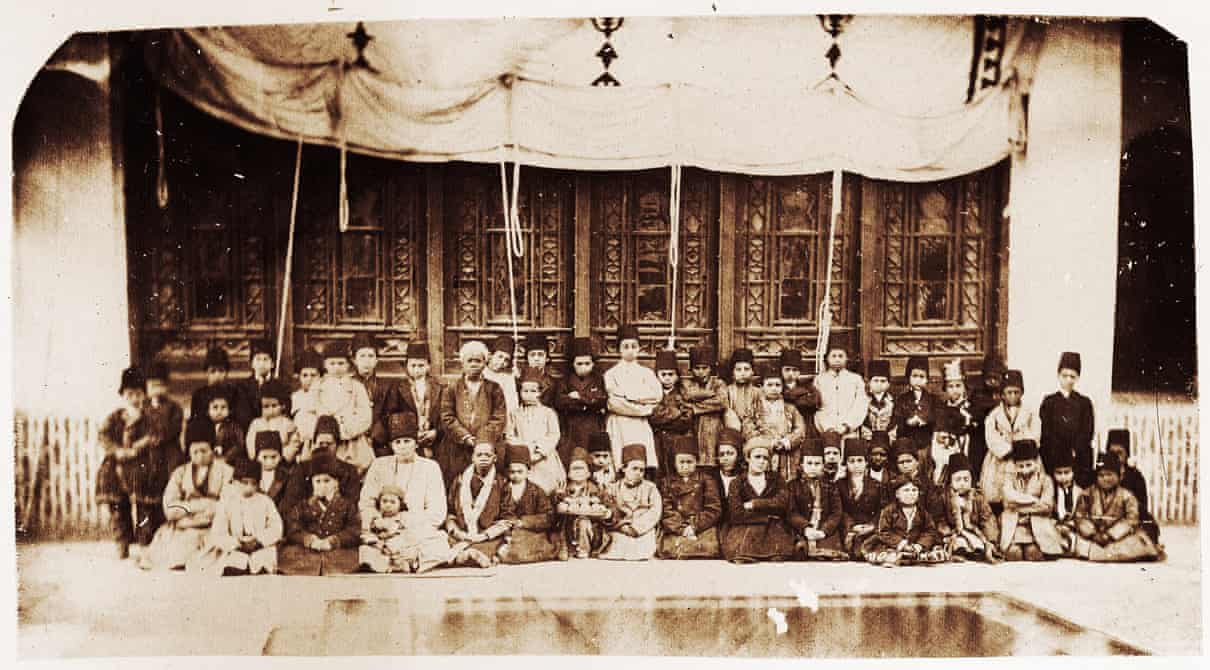
Nasser al-Din Shah photographié avec 53 de ses esclaves eunuques de différentes origines ethniques, au harem du roi. Parmi eux, quatre garçons africains (qolam bachehha), palais du Golestan, à Téhéran, années 1880.

Le Shah fait d'autres tentatives pour accorder plus d'avantages à l'Europe, notamment en attribuant la propriété des revenus des douanes perses à Paul Julius Reuter.
Il était un mécène de la photographie et se fit lui-même photographier plusieurs milliers de fois. Il fut le premier Iranien à se faire photographier.
Nassereddine Shah introduisit nombre d'innovations occidentales en Iran, dont un système de poste moderne, le transport ferroviaire, un système bancaire et la publication de journaux.
Il fut le premier monarque iranien à écrire ses mémoires.

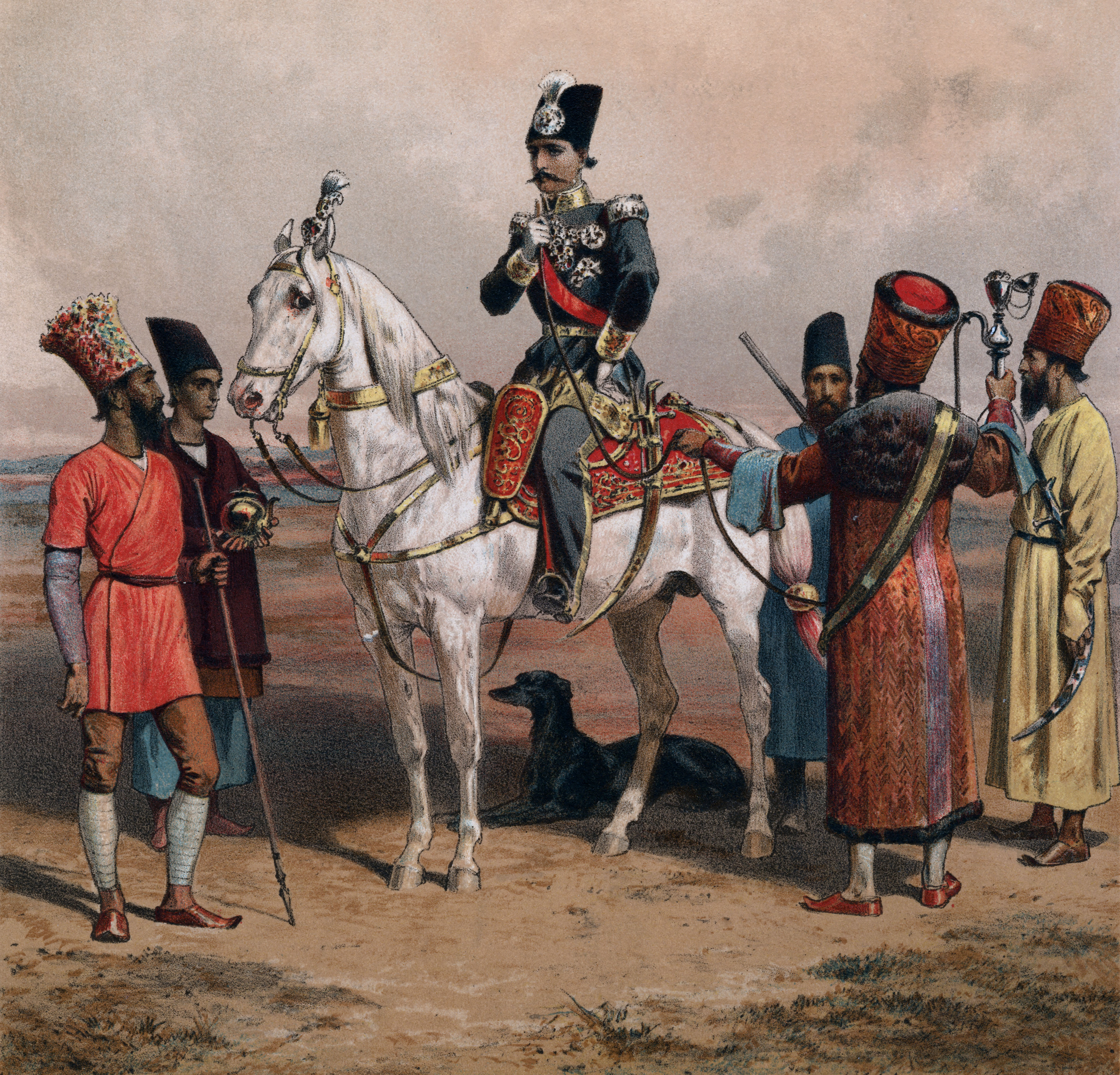
Jeune Nassereddin Shah.

Nassereddine Shah est assassiné par Mirza Reza Kermani, un partisan de Jamal al-Din al-Afghani, alors qu'il est venu prier au mausolée de Shah-Abdol-Azim. On dit que le pistolet utilisé pour l'assassiner était vieux et rouillé, et que s'il avait porté un manteau plus épais, ou s'il s'était fait tirer dessus de plus loin, il aurait pu survivre à la tentative d'assassinat.
Il est enterré au sanctuaire de Shah-Abdol-Azim, à Rey, non loin de Téhéran, où il fut assassiné, à côté de sa femme Jeyran Khanum. Sa pierre tombale en marbre d'un seul tenant, représentant son effigie complète, est maintenant conservée au palais du Golestan à Téhéran, et est reconnue pour être un chef-d'œuvre de la sculpture de l'époque kadjare.

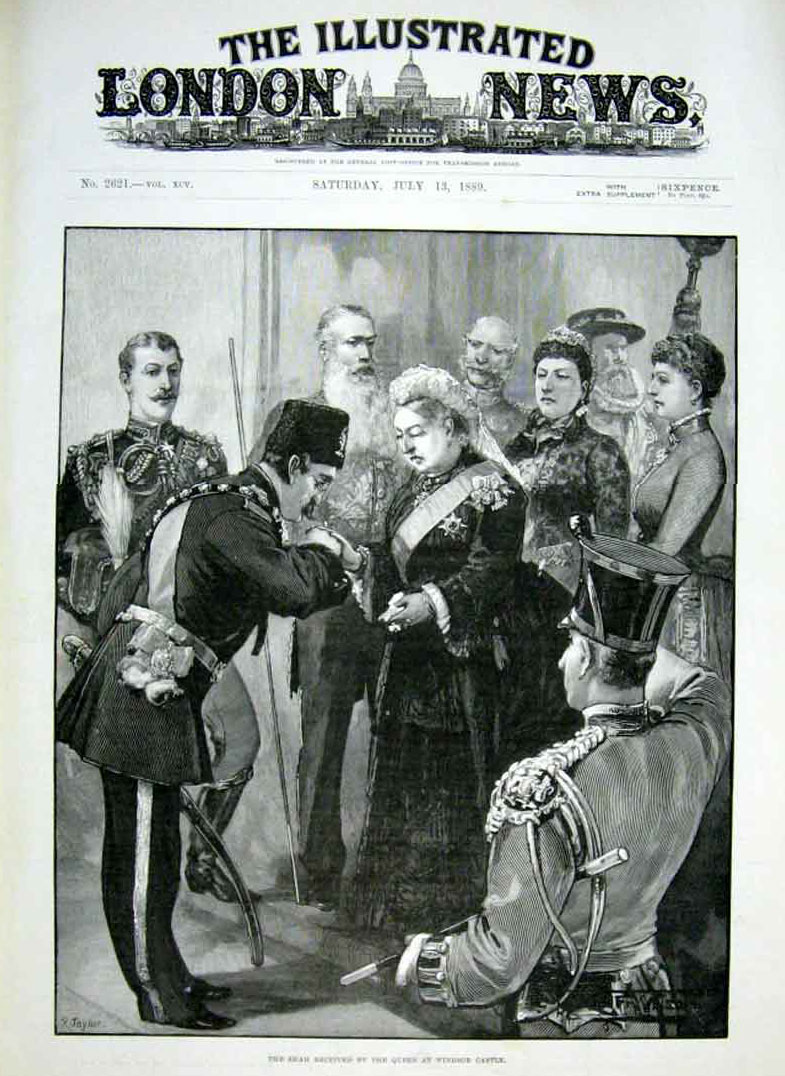
Nassereddine Chah reçu par la reine Victoria au château de Windsor en juillet 1889.
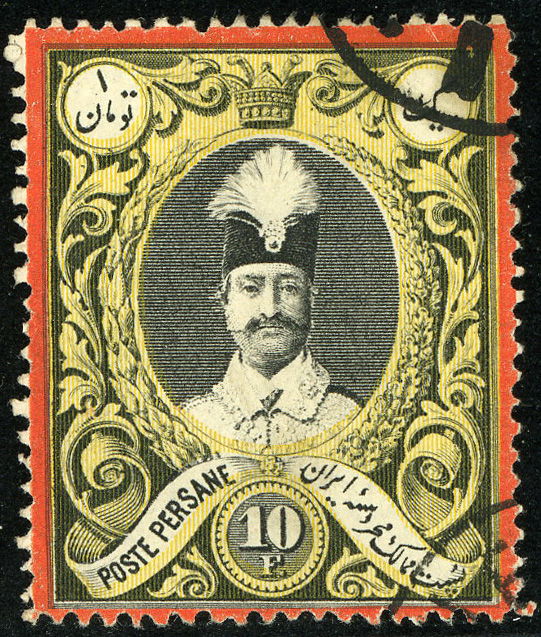
Portrait du chah sur un timbre de 10 francs de 1882.
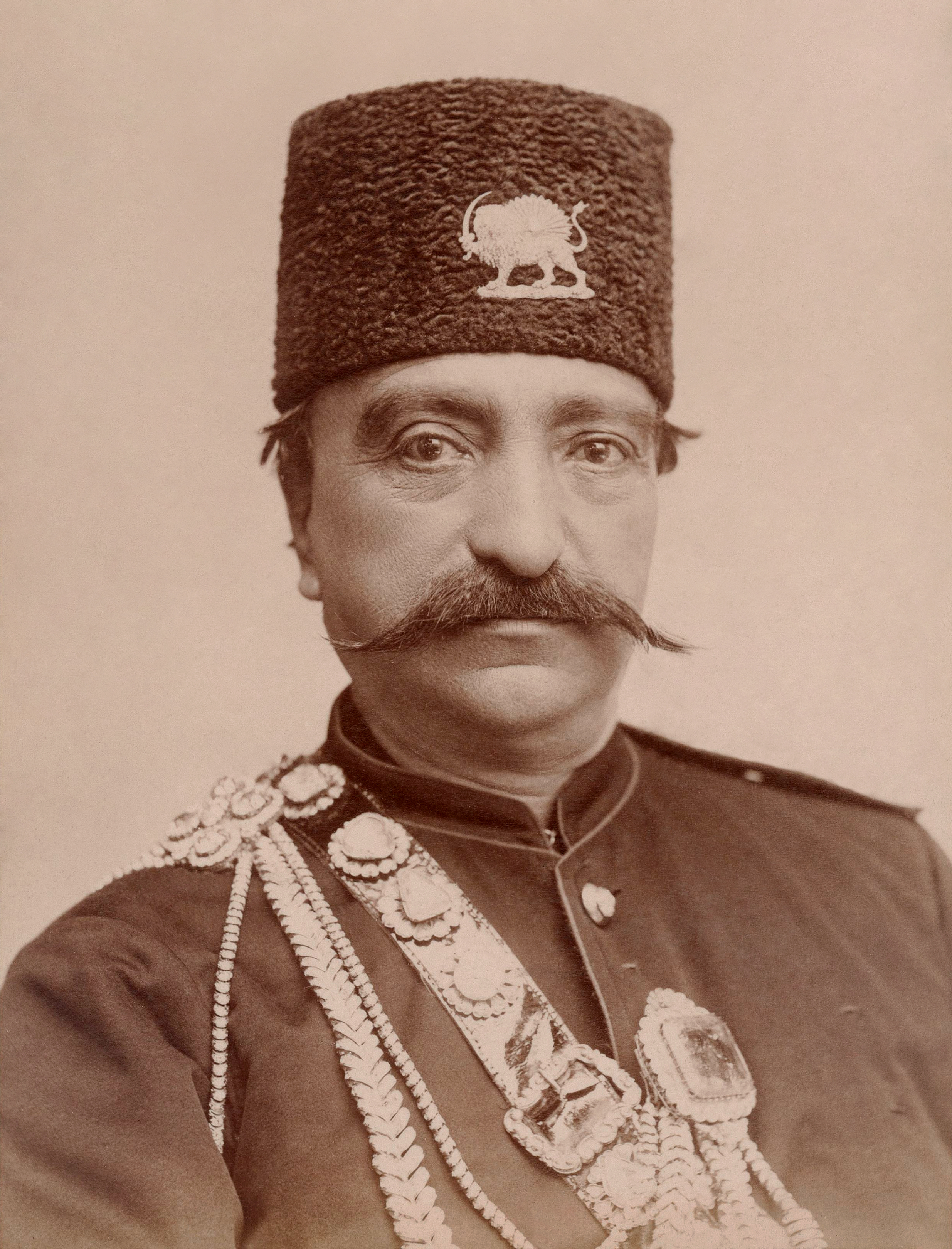
Nassereddine Chah, lors d'une de ses visites en Europe, photographié par Nadar.
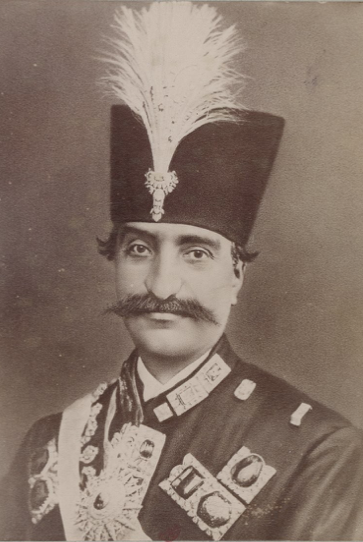
Nassereddine, chah de Perse (Atelier Nadar)
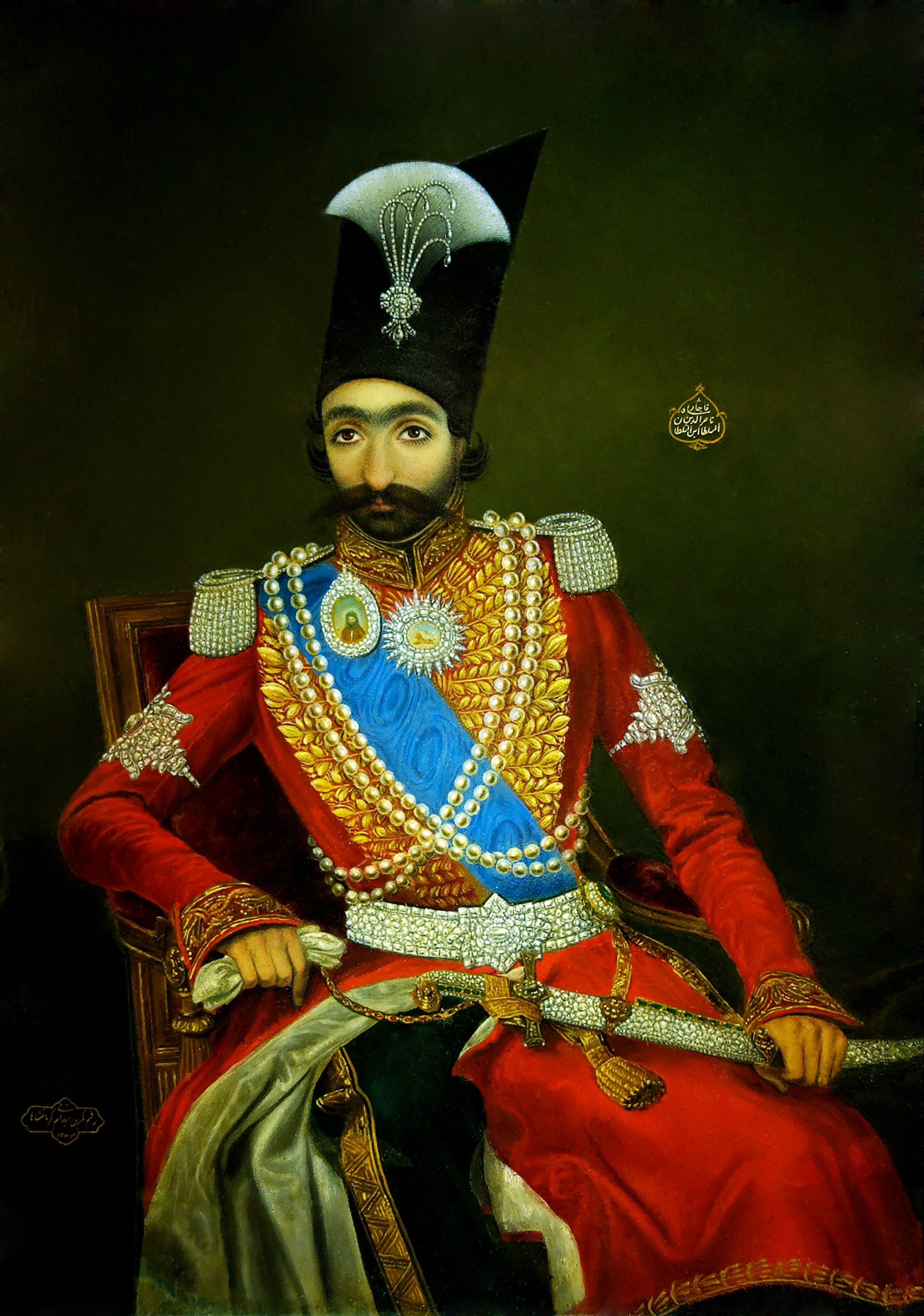
Portrait de Nassereddine Shah (1857, musée du Louvre)
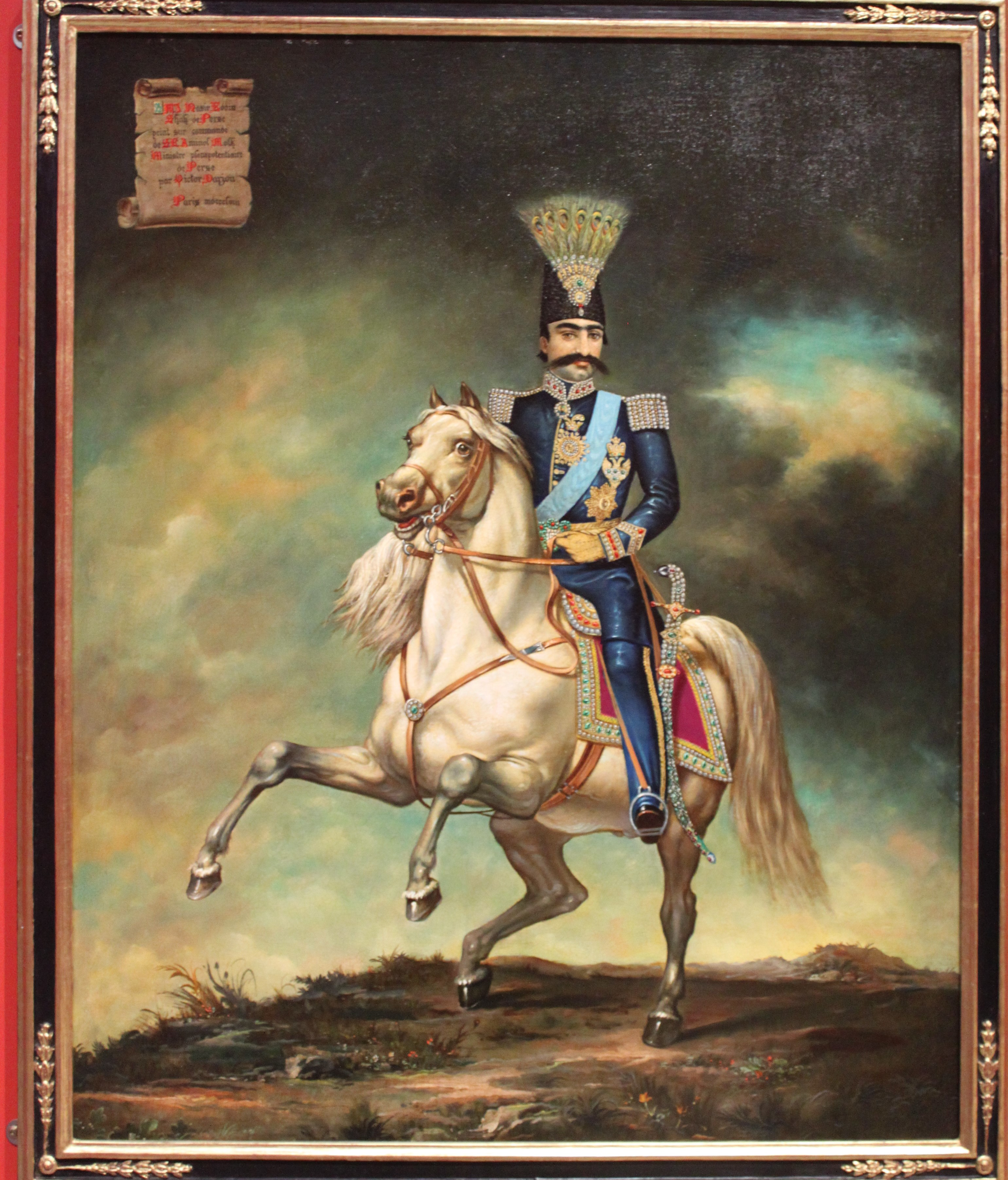
Portrait par Victor Darjou.

## Famille
Marié à Galin khtoun, Taj os Saltaneh, Shokuh os- Saltaneh, Jeyran Khatoun (sa bien aimée)
fils
- Prince Soltan Mahmoud Mirza (1847–1849) Wali al-Ahd (en)Vali Ahad de Perse, 1849
- Prince Soltan Moin ed-Din Mirza (1849 – 6 novembre 1856) Vali Ahad de Perse, 1849–56
- Prince Soltan Massoud Mirza Zell os-Soltan (5 January 1850 – 2 July 1918)
- Prince Mohammad-Qassem Mirza (1850 – 29 juin 1858) Vali Ahad de Perse, 1856-8
- Prince Soltan Hossein Mirza Jalal od-Dowleh (1852–1868)[4]
- Prince Mozaffar ed-Din Mirza (25 mars 1853 – 7 janvier 1907)
- Prince Kamran Mirza Nayeb os-Saltaneh (en) (22 juillet 1856 – 15 avril 1929)
- Prince Nosrat ed-Din Mirza Salar os-Saltaneh (en) (2 mai 1882 – 1954)
- Prince Mohammad-Reza Mirza Rokn os-Saltaneh (30 janvier 1884 – 8 juillet 1951)
- Prince Hossein-Ali Mirza Yamin od-Dowleh (1890–1952)
- Prince Ahmad Mirza Azd os-Saltaneh (en) (1891–1939)

filles
- Princesse Afsar od-Dowleh
- Princesse Fakhr ol-Moluk (1847 – 9 avril 1878)
- Princesse Esmat od-Dowleh (1855 – 3 septembre 1905)
- Princesse Zi'a os-Saltaneh (1856 – 11 avril 1898)[5]
- Princesse Fakhr od-Dowleh (1859–1891)
- Princesse Forugh od-Dowleh (1862–1916)
- Princesse Eftekhar os-Saltaneh (1880–1941)
- Princesse Farah os-Saltaneh (1882 – 17 avril 1899)
- Princesse Zahra Khanom Tadj es-Saltaneh (1883 – 25 janvier 1936)
- Princesse Ezz os-Saltaneh (1888–1982)[6]
- Princesse Sharafsaltaneh